# Hyacinthe de Valroger
 (décembre 2019).
Hyacinthe de Valroger, né le 6 janvier 1814 à Avranches et mort le 10 octobre 1876 à Caen, est un prêtre oratorien français.

## Biographie
Il devient chanoine de la cathédrale de Bayeux en 1847. 
En 1852, il se joint à Joseph Gratry dans le travail de restauration des Oratoriens en France, devient professeur de théologie, maître des novices et assistant du supérieur général. 

## Publications
- Etudes critiques sur le rationalisme contemporain (Paris, 1846) ;
- Essai sur la crédibilité de l'histoire évangélique en réponse au Dr. Strauss (Paris, 1847) ;
- Du christianisme et du paganisme dans l'enseignement (Paris, 1852) ;
- Introduction historique et critique aux livres du Nouveau Testament (Paris, 1861) ;
- L'âge du monde et de l'homme d'après la Bible et l'église (Paris, 1869) ;
- La genèse des espèces, études philosophiques et religieuses (Genesis of Species, Philosophical and Religious Studies on Natural History and Contemporary Naturalists, Paris, 1873) ;
- Pensées philosophiques et religieuses du Comte de Maistre (Paris, 1879).

## Sources
- Catholic Encyclopedia